# Alfred d'Alton
Pour les articles homonymes, voir Alton et Dalton.
Alfred, 2e comte d'Alton, né le 20 décembre 1815 à Paris et mort le 31 mai 1866 à Stephansfeld (Brumath, Bas-Rhin), est un militaire français du XIXe siècle.

## Biographie

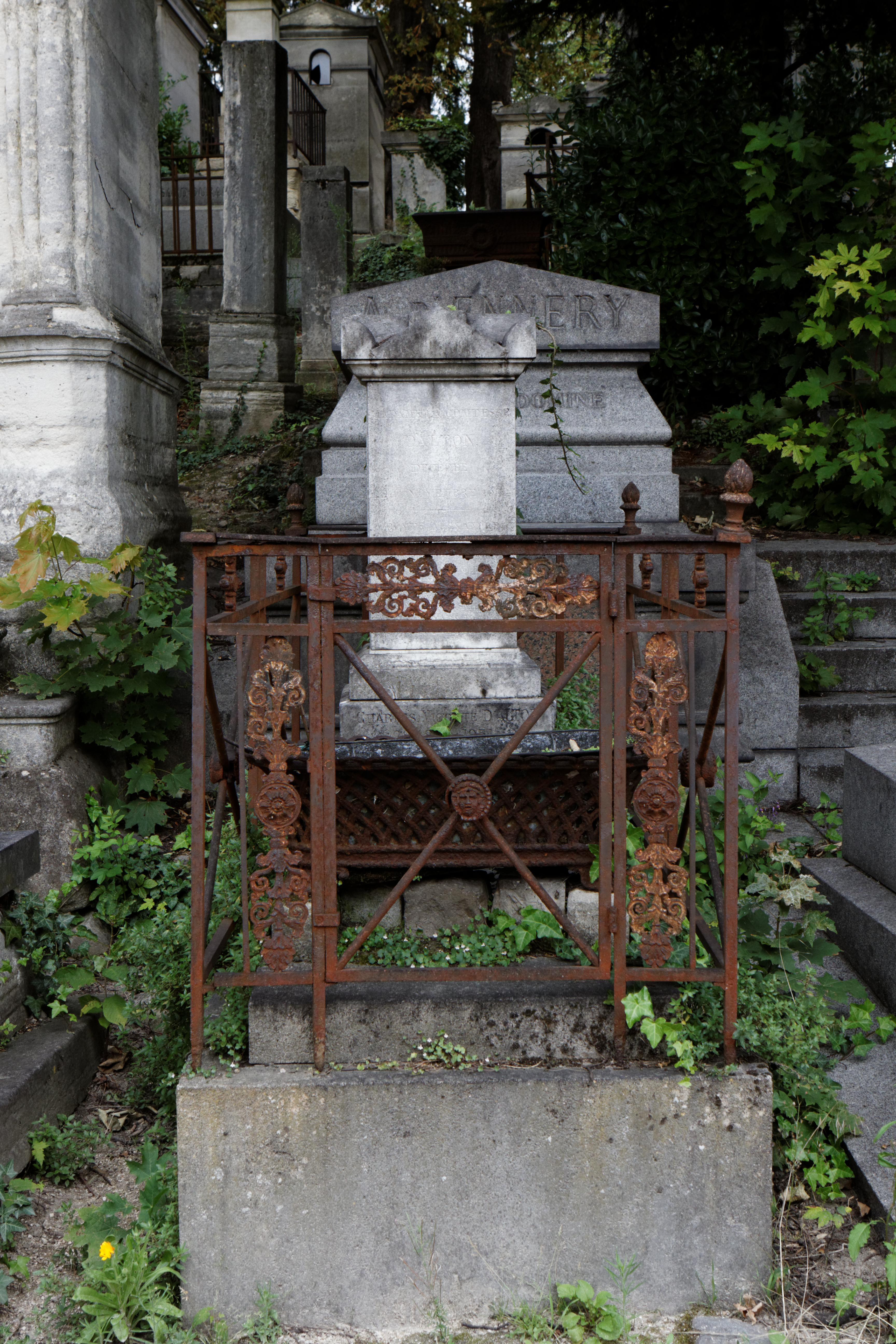
Tombe au cimetière du Père-Lachaise.

Alfred Dalton fit toute sa carrière militaire dans l'infanterie.
Il entra à l'E.S.M. de Saint-Cyr le 11 novembre 1835.
Il prit part aux campagnes d'Afrique de 1838 à 1842 et y fut blessé le 3 juillet 1840 à Medeah (Alger).
Promu capitaine 1845, lieutenant-colonel 1853, il fut affecté l'année suivante au 2e régiment de grenadiers-à-pied de la Garde impériale. Il participa avec ce corps aux guerres de Crimée et d'Italie (1855 et 1859). En 1855, il devint colonel du 2e régiment de grenadiers de la Garde.
Il fut promu général de brigade le 10 juin 1859, et à ce titre commanda plusieurs subdivisions, dont celle de la Meurthe à Nancy, où il tomba malade en 1866.
Mis en disponibilité, il mourut dans une maison de repos à Stephansfeld (Bas-Rhin) le 31 mai 1866. Il est inhumé au cimetière du Père-Lachaise (25e division).

## États de service
- École spéciale militaire de Saint-Cyr (1835-1837 : promotion de la Comète) ;
- Capitaine (1845) ;
- Lieutenant-colonel (1853) ;
- Colonel du 2e régiment de grenadiers de la Garde impériale (1855) ;
- Général de brigade (10 juin 1859).

## Titres
- 2e comte d'Alton (titre de comte héréditaire confirmé décret du 17 mars 1860).

## Décorations
- Légion d'honneur :
  - Chevalier (10 janvier 1841), puis,
  - Commandeur de la Légion d'honneur (décret du 12 août 1861)

## Sources partielles
- Maurice Bernard de Meurin, Lieutenant-Général Comte d'Alton, Imp. Radiguet, Neufchâtel-en-Bray, 1959 ;
- Alfred d'Alton  sur roglo.eu ;
- Alfred D'ALTON sur gw1.geneanet.org ;
- « Cote LH/26/58 », base Léonore, ministère français de la Culture